# Elvive
Elvive è il nome commerciale di una linea di prodotti per la cura dei capelli prodotto da L'Oreal, che comprende shampoo, balsami, antiforfora e lozioni per rinvigorire i capelli. L'Oreal produce due linee di prodotti distinte, una per donne ed una per uomini. Il marchio Elvive è stato lanciato sul mercato da L'Oreal alla fine degli anni novanta.
Fra i vari testimonial che hanno prestato la propria immagine per la promozione dei prodotti Elvive, si possono citare Afef Jnifen per lo shampoo "Elvive Ricci Sublimi", Laetitia Casta per "Elvive Nutri Gloss", Evangeline Lilly per "Elvive Total Repair 5", Doutzen Kroes per "Elvive Color Vive", Penélope Cruz per "Elvive Anti-rottura", Freida Pinto per "Elvive Nutri-gloss", Taliana Vargas per "Elvive Total Repair 5", Claudia Schiffer per "Elvive Anti-rottura", Jennifer Lopez per "Elvive Arginina Resist X3" e George Eads per "Elvive Anti Forfora Selenio S Attivo".

## Prodotti

### Linea donna
- Elvive Color-Vive
- Elvive Nutrition & Lumière
- Elvive Liss setoso
- Elvive Liss-Intense
- Elvive Ricci Sublimi
- Elvive Total Repair 5
- Elvive Re-nutrition
- Elvive Anti-rottura
- Elvive Nutri Gloss
- Elvive Multi Vitaminico
- Elvive Arginina Resist X3

### Linea uomo
- Elvive Anti Forfora Selenio S attivo
- Elvive Citrus
- Reminder

ricordiamo che i capelli di entrambi i generi non sono diversi, quindi anche un uomo si può trovare meglio con dei prodotti della "linea donna"